# Sofia Kosachyova
Sofia Kosachyova és una bombera forestal russa. Va fundar una comunitat professional dedicada a entrenar bombers voluntaris per fer front a la crisi dels grans incendis forestals que està patint Rússia en els darrers anys.

## Carrera professional
Fins a l'any 2010 va ser mestra de cant d'òpera, però una trobada amb un grup de bombers va fer que abandonés la seva carrera professional.
Sofia Kosachyova es va formar com a bombera i va crear una comunitat de voluntaris per fer front al greu problema d'incendis forestals que pateix el seu país. Per ajudar-se en aquesta tasca, ha creat una base de dades en rus amb informació sobre com prevenir i lluitar contra aquests desastres naturals.
Ha ajudat a aturar centenars de focs arreu de Rússia i va col·laborar amb Greenpeace fins que el Kremlin va catalogar aquesta organització com a "indesitjable" i la filiar russa de la ONG va ser desarticulada.

## Reconeixement
L’any 2023 va ser reconeguda per la BBC a la llista anual de 100 dones inspiradores i influents del món.